# 土っキュン♡!!少女
『土っキュン♡!!少女』（どっきゅんしょうじょ）は、ときめき♡宣伝部の1枚目のインディーズシングルである。2015年6月24日にSDRから発売された。

## 概要
ときめき♡宣伝部初のCDシングルであり、表題曲「土っキュン♡!!少女」はときめき♡宣伝部初のオリジナル曲である。
2015年4月11日に生放送された私立輝女学園の冠番組『生放送！私立輝女学園SEASON2』（J:COMチャンネル）初回放送の番組冒頭に「土っキュン!!♡少女」が初披露された。この日がときめき♡宣伝部のデビュー日となる。なお、初披露時の楽曲名は「土っキュン!!♡少女」であり、後にシングルに収録された際の楽曲名「土っキュン♡!!少女」とは「♡と!!の位置」が異なっていた。また初披露時のユニット名は「私立輝女学園ときめき♡宣伝部」であった。
発売前の2015年6月7日に「土っキュン♡!!少女」のMVがYouTubeにて公開された。MVではJ:COMサービス訴求キャラクターの「ざっくぅ」も出演している。
期間限定生産ときめき盤（CD+DVD）、どきどき盤（CD）、わくわく盤（CD）、ときくり盤（CD）の3形態で発売された。
期間限定生産ときめき盤には、 ダンスプラクティス動画の「土っキュン♡!!少女　本人が踊ってみた」、MVメイキング動画の「土っキュン♡!!少女　MVメイキング」が収録されているDVDが付属している。
発売日の2015年6月24日には東京・ららぽーと豊洲シーサイドデッキ メインステージにてリリース記念イベント「土っキュン♡!!少女 発売記念カンパイ会」が開かれた。
メジャーデビューシングル『ガンバ!!』の発売日である2016年11月9日に各種配信サイトにて配信シングル『土っキュン♡!!少女 どきどき盤』（1.土っキュン♡!!少女、2.大事マン☆フレンズ）、『土っキュン♡!!少女 わくわく盤』（1.土っキュン♡!!少女、2.僕らの未来）の配信が開始された。 

## 収録曲
（ときめき♡宣伝部：辻野かなみ、小泉遥香、坂井仁香、吉川ひより、永坂真心）
- 期間限定生産ときめき盤（CD+DVD、ZXRC-1018）
  - CD
    - 土っキュン♡!!少女（作詞・作曲・編曲：浅利進吾）
      - ときめき♡宣伝部初のオリジナル曲
      - 土曜日夕方に放送されていたJ:COMチャンネルの番組『生放送！私立輝女学園SEASON2』内で披露していた。

  - DVD
    - 土っキュン♡!!少女 本人が踊ってみた
    - 土っキュン♡!!少女 MVメイキング
- どきどき盤（CD、ZXRC-1019）
  - CD
    - 土っキュン♡!!少女
    - 大事マン☆フレンズ（作詞・作曲・編曲：木下智哉）
- わくわく盤（CD、ZXRC-1020）
  - CD
    - 土っキュン♡!!少女
    - 僕らの未来（作詞：近藤キネオ / saname、作曲：山下洋介 / 菊本真広、編曲：山下洋介）